# Carrigallen
Carrigallen is een plaats in het Ierse graafschap Leitrim. De plaats telt 257 inwoners.